# بن اعبيد (دار بوعزة)
بن اعبيد هي إحدى مشيخات المملكة المغربية، تتبع جغرافيا لإقليم النواصر وإداريًا لدار بوعزة. يقدر عدد سكانها بـ 9558 نسمة حسب الإحصاء الرسمي للسكان والسكنى لسنة 2004.